# NGC 721
NGC 721 je galaksija u zviježđu Andromeda.

## Vanjske poveznice
- SEDS: NGC 721